# Herpetogramma pertextalis
Herpetogramma pertextalis là một loài bướm đêm thuộc họ Crambidae. Nó được tìm thấy ở Bắc Mỹ.
Sải cánh dài khoảng 33 mm.

## Hình ảnh

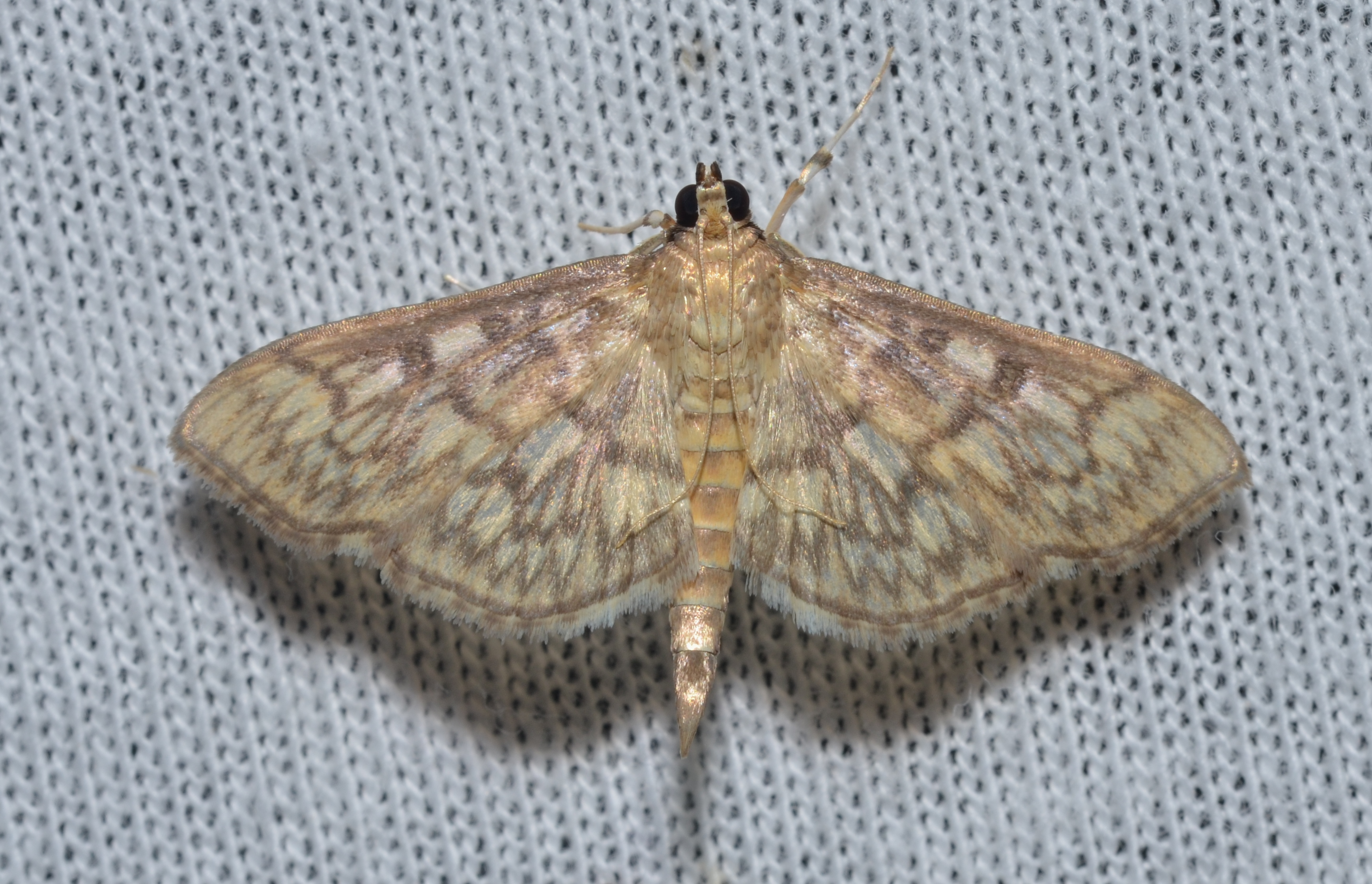